# Frontliner
Frontliner, de son vrai nom Barry Drooger, né le 24 mai 1984 à Amsterdam, est un producteur et disc jockey de hardstyle néerlandais. Au fil de sa carrière, Drooger joue dans les plus grands événements du genre, notamment Reverze, Qlimax, Q-Base, Decibel, In Qontrol et Defqon.1. Il fait paraître en 2011 son premier album, intitulé Producers Mind, généralement bien accueilli par la presse spécialisée. En 2012, il est récompensé aux Harderstate Music Awards, et classé 34e au DJ Mag Top 100.

## Biographie
Drooger commence sa carrière en 2006 à l'origine dans le domaine hard dance sous le pseudonyme Abject. Fin 2006, il travaille avec Willem Rebergen, plus connu en tant que Headhunterz,. Entre 2008 et 2012, il produit sous le label Scantraxx Records. En 2009, il mixe pour le neuvième volet de la compilation Hard Bass, bien accueilli sur Partyflock par une note de 87 sur 100. En 2010, il compose Save.Exit.Planet l'hymne de InQontrol pour lequel il se popularise significativement au début des années 2010 dans le milieu du hardstyle. Cette même année marque le début de la collaboration avec B-Front, sortant 1 EP chacun dans leur label respectif. Cette alliance est aujourd'hui connue en tant que B-Frontliner. 
L'année suivante, en 2011, il compose l'hymne pour le festival Reverze Call of the Visionary, puis en 2012 l'hymne de Q-Base intitulé Symbols, pour lequel il reçoit le prix du meilleur hymne au Hardestate Music Awards. Un nouvel album est prévu pour une sortie à la fin 2011 avec des titres « euphoriques » et avec la collaboration d'artistes tels que Deepack et Ran-D. À la fin de 2011, il fait paraître l'album Producers Mind listant des titres à succès tels que Dream Dust et Lose 'The Style',. L'album est plutôt bien accueilli par l'ensemble de la presse spécialisée. Le site officiel de Q-dance note que « la couverture et le titre de son album suggère qu'il nous montre l'esprit habile du hardstyle. » Partyflock lui attribue une note de 86 sur 100 expliquant que « 2011 s'est fini en beauté pour Frontliner avec la sortie de Producers Mind... »
La même année, en 2011, il mixe au Scantraxx SWAT 2011 de Rotterdam, un événement mal accueilli par le site Fear.FM. En 2012, il est récompensé aux Harderstate Music Awards du site Harderstate dans les catégories « meilleur anthem » et « meilleur producteur ». La même année, il est classé à la 34e place des musiciens au DJ Mag Top 100. En juin 2012, il lance son propre label discographique, Keep It Up Music, sous lequel il produit ses œuvres. Enfin, en 2013 il compose Weekend Warriors l'hymne du prestigieux festival Defqon. 1. En 2014, il organise un projet pour repérer les nouveaux talents lors de la soirée Q-dance presents: Frontliner en Australie, organisé entre mai et juin 2014 à Sydney et Melbourne.
En janvier 2015, Q-dance lui fait l'honneur de son propre événement X-Qlusive. En date de 2015, Frontliner est considéré comme un poids lourd du domaine hardstyle,. Le 18 septembre 2017, il annonce la sortie d'un nouvel album intitulé Neon.

## Discographie

### Albums studio
- 2011 : Producers Mind[13]
- 2013 : Thrillogy (feat. Adaro & Partyraiser)

### Singles et EP
- 2008 : Self Deprication / Muzyk
- 2008 : Tuuduu / Rock That Thing
- 2009 : Spin That Shit (feat. Wildstylez)
- 2009 : One Bananaz (feat. Ruthless)
- 2009 : Time / Rollin'
- 2009 : The First Cut / Greenhouse
- 2009 : Sunblast / Expressionz
- 2009 : Outside World 2009 (vs. Marc Acardipane)
- 2009: To Ya Brain (feat. Deepack & MC Lan)
- 2010 : Magic / Become The Sky (feat. B-Front)
- 2010 : Godz Powerrr! (feat. B-Front)
- 2013 : Come On!
- 2014 : You Got Me Rocking
- 2014 : Somebody Say Yeah
- 2014 : The New Age
- 2014 : Elevate
- 2014 : TBA2 (One More Time)
- 2014 : Beam Me Into Space
- 2014 : Feel Good Right Here
- 2014 : Our District
- 2014 : I Wanna Give
- 2014 : Come To Me
- 2014 : Rains Of Fire

### Autres publications
- 2006 : Scantraxx Rootz (feat. Headhunterz)
- 2006 : End of My Existence (feat. Headhunterz)
- 2007 : In Our Memories
- 2008 : Spacer
- 2008 : Warphole
- 2010 : Save.Exit.Planet (Official In Qontrol Anthem 2010)
- 2010 : Who I Am (feat. MC Villain)
- 2011 : Discorecord
- 2011 : Rebirth of the Sun
- 2011 : Call of the Visionary (Official Reverze Anthem 2011)
- 2011 : Creative Community
- 2011 : Dream Dust
- 2011 : Lose the Style
- 2012 : Keep It Up
- 2012 : Phaseriffic
- 2012 : Never Come Down (feat. John Harris)
- 2012 : Symbols (Q-Base 2012 Open Air Anthem)
- 2012 : For The People
- 2012 : I'm The Melodyman
- 2012 : Halos (feat. John Harris)
- 2012 : Death of a Demon (feat. Nikita)
- 2013 : Weekend Warriors (Official Defqon.1 Anthem 2013)
- 2013 : (We are) Indestructible (feat. Katt Niall)
- 2013 : Ten Seconds
- 2013 : Turning Into You (feat. Seraina)
- 2013 : Planning My Escape (feat. Nikita)
- 2013 : Running Boy (feat. John Harris)
- 2014 : Galaxies Collide (feat. Kristina Antuna)
- 2014 : Frontliner & Radical Redemption (feat. Radical Redemption)
- 2014 : We are Eletric (feat. DV8 Rocks)
- 2014 : I Can See The Light (feat. Leonie Meijer, Jan Henk De Groot)
- 2014 : Heart Beating (feat. Katt Niall)
- 2015 : Loud (feat. John Harris)
- 2015 : Beat Down
- 2015 : Weightless (feat. Anouck)
- 2015 : 1,2,3 Jump
- 2015 : Up There (feat. Geck-O)
- 2015 : Kill for Love (feat. Kareem Taylor)
- 2015 : Tell Me
- 2015 : Sail Away (Feat. Gia)
- 2015 : T.M.M.O (feat. Wasted Penguinz)
- 2015 : You Need Me
- 2015 : Last One (feat. Seri)

### Remixes
- 2012 : Technoboy - Rage (Frontliner Remix)
- 2013 : Armin van Buuren - Shivers (Frontliner Remix)